# 港区立麻布小学校
港区立麻布小学校（みなとくりつ あざぶしょうがっこう）は、東京都港区麻布台一丁目にある公立小学校である。

## 沿革
- 1875年（明治 8年） - 麻布区市兵衛町二丁目63番地に笠井庄兵衞、多羅尾光応、林新次郎、椙江新兵衛、 平原嘉兵衛ら5人が発起人となり、寄付を募り当時区役所の地をもってその敷地とし、在来の木造二階屋を修理して校舎とし、第一大学区第二中学区第十五番公立小学麻布学校として創立。
- 1934年（昭和 9年） - 麻布、麻中両校合併
- 1946年（昭和21年） - 三河台国民学校を合併
- 1947年（昭和22年） - 学制改革に伴い東京都港区立麻布小学校と改称
- 1963年（昭和48年）-学校の伝統、鼓笛隊が作られる
- 1999年（平成11年） - 港区研究奨励校発表
- 2002年（平成14年）港区研究奨励校発表
- 2004年（平成16年） - 文部科学省　東京学力向上フロンティアスクール校発表
- 2004年（平成16年）3月 - 飯倉小学校を統合[1]。
- 2007年（平成19年）11月16日 - 港区研究奨励校発表
- 2018年（平成30年）4月1日 - 日本語学級を新設[2]。

## 教育方針
教育目標
「元気な子」「やさしい子」「考える子」
教育活動
少人数の学校の特色を生かし、目を掛け、手を掛け、心を掛けて、子供たちにとって学校が楽しい居場所であるよう取り組んでいる。
小学校の児童数と教員数
| 年度     | 児童総数 | 1年生 | 2年生 | 3年生 | 4年生 | 5年生 | 6年生 | 教員数 | 職員数 |
| -------- | -------- | ----- | ----- | ----- | ----- | ----- | ----- | ------ | ------ |
| 平成23年 | 178人    | 30人  | 38人  | 22人  | 28人  | 28人  | 32人  | 12人   | 7人    |
| 平成24年 | 163人    | 23人  | 29人  | 38人  | 22人  | 26人  | 25人  | 13人   | 5人    |
| 平成25年 | 167人    | 27人  | 25人  | 25人  | 38人  | 25人  | 27人  | 12人   | 3人    |
| 平成26年 | 178人    | 40人  | 29人  | 20人  | 27人  | 35人  | 27人  | 13人   | 4人    |
| 平成27年 | 201人    | 49人  | 38人  | 32人  | 23人  | 28人  | 31人  | 13人   | 4人    |
| 平成28年 | 217人    | 43人  | 46人  | 43人  | 28人  | 26人  | 31人  | 15人   | 4人    |
| 平成29年 | 223人    | 40人  | 43人  | 46人  | 40人  | 28人  | 26人  | 15人   | 4人    |
| 平成30年 | 255人    | 60人  | 36人  | 44人  | 47人  | 38人  | 30人  | 16人   | 4人    |
| 令和元年 | 286人    | 60人  | 60人  | 32人  | 44人  | 48人  | 42人  | 18人   | 4人    |
| 令和2年  | 301人    | 51人  | 56人  | 64人  | 32人  | 45人  | 53人  | 22人   | 4人    |
| 令和3年  | 316人    | 71人  | 51人  | 56人  | 62人  | 32人  | 44人  | 27人   | 4人    |
| 令和4年  | 346人    | 69人  | 73人  | 51人  | 56人  | 63人  | 34人  | 25人   | 4人    |
| 令和5年  | 363人    | 65人  | 62人  | 73人  | 48人  | 53人  | 62人  | 25人   | 3人    |

## 通学区域
住所別通学区域（平成27年4月1日から適用）
| 芝公園 四丁目 | 麻布狸穴町 麻布永坂町 | 麻布台 一丁目 | 麻布台二丁目 三丁目 | 六本木一丁目 三丁目 四丁目 | 六本木 五丁目     | 六本木 七丁目 | 東麻布一丁目 - 三丁目 |
| ------------- | --------------------- | ------------- | ------------------- | -------------------------- | ----------------- | ------------- | --------------------- |
| 1 - 6番       | 全域                  | 1 - 10番      | 全域                | 全域                       | 1 - 8番 15 - 18番 | 1 -22番       | 全域                  |

進学先中学校（平成27年4月1日から適用）
| 小学校学校名     | 中学校学校名       | そのほか中学校 |
| ---------------- | ------------------ | --- |
| 港区立麻布小学校 | 港区立六本木中学校 | その他にも、公立だと、港区立御成門中学校、港区立赤坂中学校、港区立青山中学校。私立だと渋谷教育学園渋谷中学校青山学院中等部、麻布中学校、芝中学校など、近隣の中学校へ進学する人も多くなっている。 |

## 幼稚園
麻布小学校には、港区立麻布幼稚園が併設されている。
麻布小学校には、併設されている麻布幼稚園以外の麻布保育園や港区立中之町幼稚園などから進学する人もいる。

## 交通
- 東京メトロ南北線 - 六本木一丁目駅より徒歩5分
- 東京メトロ日比谷線 - 六本木駅より徒歩10分
- 東京メトロ日比谷線 - 神谷町駅より徒歩10分
- 都営大江戸線および東京メトロ 南北線- 麻布十番駅より徒歩10分

（日比谷線神谷町駅と南北線六本木一丁目駅を麻布台ヒルズのセントラルウォークでつなぐ工事を行なっており、2025年8月に完成する。また、これが完成すれば、神谷町駅への所要時間は8分と縮まる。

## 関係者
出身者
- 土方久徴 - 日本銀行総裁
- 榎本健一 - 俳優、コメディアン / 笄小・南山小・東町小・埼玉川越の小学校・麻布小と転校し南山小37期卒
- 片岡千恵蔵 - 俳優
- 杵屋巳太郎 - 7代目長唄三味線方の名跡、人間国宝
- 朝比奈隆 - 指揮者
- 久保継成 - 宗教家
- 出澤三太 - 俳人
- 早川良一郎 - 随筆家
- 松田文雄 - 洋画家
- 山下昌子 - 通訳者
- 安部譲二 - 作家
- 与謝野馨 - 政治家
- 高山正之 - コラムニスト、ジャーナリスト
- 三柴理- ピアニスト
- 桜井ひかり - 女優、モデル
- 白石加代子 - 女優[6]
- 玉元妙子 - アイドルグループフィンガー5のメンバー
- 落合陽一 - メディアアーティスト、タレント
- 平野千恵子 - 司書、浮世絵研究家